# Arteră gastroepiplonică dreaptă
Artera gastroepiplonică dreaptă (sau artera gastroomentală dreaptă) este una dintre cele două ramuri terminale ale arterei gastroduodenale. Se desfășoară de la dreapta la stânga de-a lungul curburii mari a stomacului, între straturile omentului mare, anastomozându-se cu artera gastroepiplonică stângă, o ramură a arterei splenice.

Vascularizația la nivelul stomacului

Cu excepția pilorului, unde este în contact cu stomacul, aceasta se află la o lățime de deget de la curbura mare a stomacului.

## Ramuri
Din acest vas se desprind numeroase ramuri:
- „ramuri gastrice”: urcă pentru a alimenta ambele suprafețe ale stomacului .
- „ramuri omentale”: coboară pentru a furniza omentul mare și anastomoză cu ramuri ale arterei colice mijlocii.

## Utilizare în chirurgia arterei coronare
Artera gastroepiplonică dreaptă a fost folosită pentru prima dată ca grefă de by-pass de arteră coronariană (CABG) în 1984 de Dr. John Pym și colegii de la Universitatea Queen's. A devenit o conductă alternativă acceptată și este deosebit de utilă la pacienții care nu au vene safene adecvate pentru recoltare de grefe.  Artera gastroepiplonică dreaptă este de obicei utilizată ca grefă la arterele coronare pe peretele posterior al inimii, cum ar fi artera coronară dreaptă și ramura descendentă posterioară. 